# Contrattualistica
La contrattualistica è quella parte del diritto civile che si occupa delle obbligazioni e dei contratti.

## Nascita della contrattualistica
Lo studio dei contratti affonda le radici nella storia dell'uomo, da quando cioè egli ha imparato rapportarsi con altri uomini con la finalità di scambiare un bene oppure di compiere altri atti di disposizione del proprio patrimonio, che oggi riconduciamo alla donazione o alla successione. L'uomo ha da sempre utilizzato la contrattualistica per migliorare o affinare la regolamentazione dei propri rapporti con altri soggetti, spesso se ne è dovuto servire per superare vuoti di tutela derivanti dall'assenza di norme di carattere pubblicistico. Anche oggi, questa situazione pare ripetersi, infatti una parte della classe politica ritiene che la contrattualistica sia sufficiente per regolamentare i rapporti oggi esistenti tra le coppie di fatto ritenendo inutili i DICO o i Pacs, mentre un'altra parte vorrebbe norme di carattere pubblicistico.

## Sviluppi della contrattualistica

### Tutela del consumatore
Negli ultimi anni con lo svilupparsi di una disciplina relativa alla tutela dei consumatori la contrattualistica ha assunto un ruolo di maggiore rilievo socio economico, infatti si sono sviluppate figure professionali specializzate nello studio e nella creazione di contratti per lo più attraverso i formulari. L'obiettivo di questa classe di giuristi spesso al servizio dell'impresa è quello di creare il cosiddetto "contratto inattaccabile", cioè un contratto che sia in grado di evitare la nascita di controversie, anche tenendo presente dei limiti costituzionali posti alla autonomia contrattuale.

### La concorrenza tra sistemi giuridici e il diritto comparato
Parte della dottrina si è inoltre impegnata a studiare gli effetti della concorrenza tra differenti sistemi normativi, tenendo conto che gli stati spesso sono portati a modificare le proprie norme per attrarre investimenti o altri vantaggi economici dall'estero. L'esistenza di diversi sistemi normativi permette allo studioso di contrattualistica di valutare ex ante dove è più conveniente porre in essere un contratto o una obbligazione, ad esempio valutando che sia più vantaggioso fondare una società con sede legale in Lussemburgo, o aprire dei conti correnti bancari in Svizzera piuttosto che in Francia o in Italia.

## La contrattualistica e il diritto internazionale
Il contesto in cui si sviluppa una transazione commerciale con l'estero è caratterizzato dalla diversità di sistemi giuridici, dalla diversità di norme, di consuetudini, di significato attribuito a termini di uso comune che rendono necessario all'esportatore un esame attento delle diverse clausole contrattuali per ricercare quelle più idonee tenuto conto dei paesi in cui risiede la controparte, della controparte stessa, del settore merceologico, degli obiettivi che ci si prefigge, dei volumi e/o della numerosità delle singole transazioni, ecc..
Innanzitutto è fondamentale informarsi sul quadro giuridico in cui il contratto si inserirà, individuando l'esistenza o meno di eventuali vincoli imposti dalle leggi vigenti nel paese della controparte, che potrebbero rendere inefficace la scelta della legge italiana (nel caso si optasse per questa) nel Paese della controparte.
Per quanto riguarda la lingua da usare è importante specificare nel testo del contratto quale sia la lingua alla quale attribuire il valore ufficiale del contratto, evitando che in presenza di traduzioni in altre lingue, i cui termini sono simili, ma possono dare adito a molteplici interpretazioni, sorgano contenziosi relativi alle disposizioni del contratto.

## Contrattualistica applicata
Approccio interdisciplinare al controllo del rischio d'impresa. 
In ottica legale, il contratto ha la funzione di generare situazioni giuridiche, attive e passive. Nella pratica, l'imprenditore affida al contratto il compito di allontanare da sé il rischio, per spostarlo verso il proprio cliente o fornitore. Nell'ottica economica delle attività produttive, quindi, il contratto è uno strumento di controllo sul rischio d'impresa.
La contrattualistica applicata rende concreto questo controllo, combinando tra loro discipline diverse come il diritto, l'organizzazione aziendale e la comunicazione.

## Riferimenti normativi
- Legge 18 giugno 1998, n. 192 - Disciplina della subfornitura nelle attività produttive